# Michów (gmina)
Pour les articles homonymes, voir Michów.
Michów est une gmina rurale (gmina wiejska) de la powiat de Lubartów, dans la Voïvodie de Lublin, dans l'est de la Pologne.
Son siège administratif (chef-lieu) est le village de Michów, qui se situe environ 21 kilomètres (km) à l'ouest de Lubartów (siège du powiat) et 36 kilomètres au nord-ouest de la capitale régionale Lublin (capitale de la voïvodie).
La gmina couvre une superficie de 135,93 km2 pour une population de 6 417 habitants en 2006.

## Histoire
De 1975 à 1998, la gmina est attachée administrativement à l'ancienne Voïvodie de Lublin.

Depuis 1999, elle fait partie de la nouvelle voïvodie de Lublin.

## Géographie
La gmina inclut les villages (sołectwa) de:

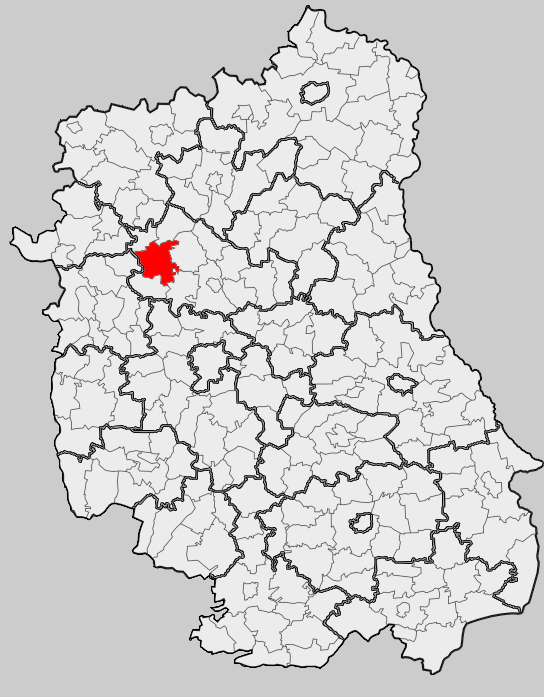
Position de la gmina dans la voïvodie

- Aleksandrówka
- Anielówka
- Budki
- Chudowola
- Elżbietów
- Gawłówka
- Giżyce
- Gołąb
- Gołąb-Kolonia
- Katarzyn
- Kolonia Giżyce
- Krupy
- Kruszyna
- Lipniak
- Mejznerzyn
- Meszno
- Miastkówek
- Michów
- Młyniska
- Natalin
- Ostrów
- Podlodówek
- Rawa
- Rudno
- Rudzienko
- Rudzienko-Kolonia
- Trzciniec
- Węgielce
- Wólka Michowska
- Wypnicha
- Zofianówka

### Gminy voisines
La gmina de Michów est voisine des gminy de:
- Abramów
- Baranów
- Firlej
- Jeziorzany
- Kamionka
- Kock

## Structure du terrain
D'après les données de 2002, la superficie de la commune de Michów est de 135,93 kilomètres carrés, répartis comme telle :
- terres agricoles : 73%
- forêts : 18%

La commune représente 10,53% de la superficie du powiat.

## Démographie
Données duu 30 juin 2004:
| Description        | Total  | Total | Femmes | Femmes | Hommes | Hommes |
| ------------------ | ------ | ----- | ------ | ------ | ------ | ------ |
| Unité              | Nombre | %     | Nombre | %      | Nombre | %      |
| Population         | 6 413  | 100   | 3 252  | 50,7   | 3 161  | 49,3   |
| Densité (hab./km²) | 47,2   | 47,2  | 23,9   | 23,9   | 23,3   | 23,3   |